# Cá mòi
Cá mòi (tên tiếng Anh: pilchard hay sardine) là một vài loài cá dầu nhỏ thuộc họ cá trích. Tên Sardine được đặt theo một hòn đảo địa Trung Hải của Sardina nơi chúng đã từng sống dạt dào. Từ ngữ Sardine và pilchard không được chính xác, và ý nghĩa thông thường khác nhau theo từng địa phương.

## Các loài cá mòi
- Chi Dussumieria
  - Dussumieria acuta: Cá lầm bụng dẹp[1]
  - Dussumieria elopsoides
- Chi Escualosa
  - Escualosa elongata
  - Escualosa thoracata
- Chi Sardina
  - Sardina pilchardus
- Chi Sardinella
  - Sardinella gibbosa
  - Sardinella longiceps
  - Sardinella aurita
- Chi Sardinops
  - Sardinops sagax